# 田浦駅 (釜山広域市)
田浦駅（チョンポえき）は、大韓民国釜山広域市釜山鎮区にある釜山交通公社2号線の駅である。駅番号は218。

## 駅構造
島式ホーム2面4線の地下駅で、フルスクリーンタイプのホームドアが設置されている。なお外側の2線は使用されておらず壁で塞がれており、実質的には相対式ホーム2面2線の駅として機能している。出入口は4箇所に設けられている。

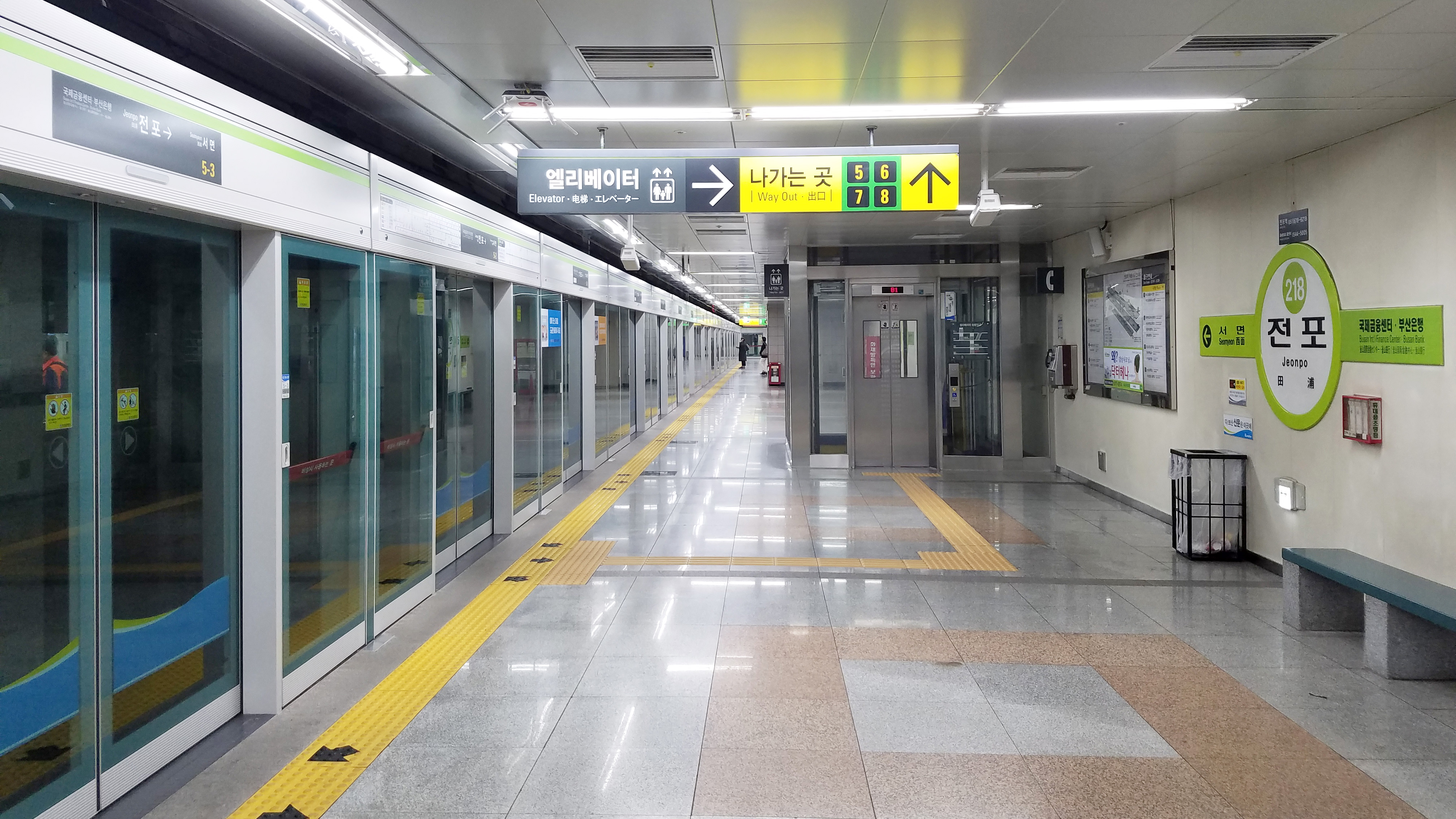
下りホーム（2018年4月）
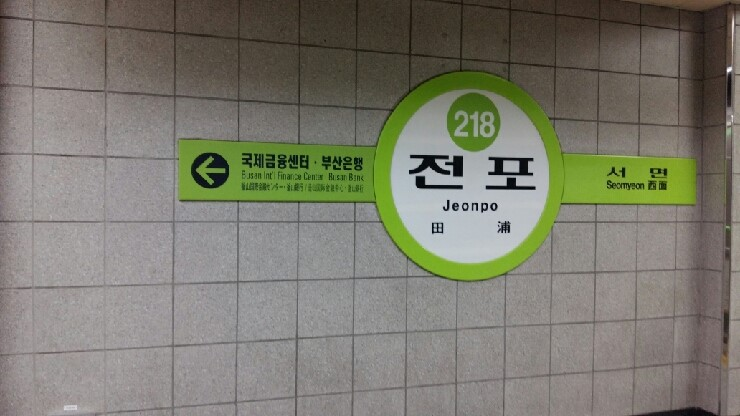
駅名標

### のりば
| 上り | 2号線 | 萇山方面 |
| 下り | 2号線 | 梁山方面 |

## 歴史
- 2001年8月8日 - 開業。

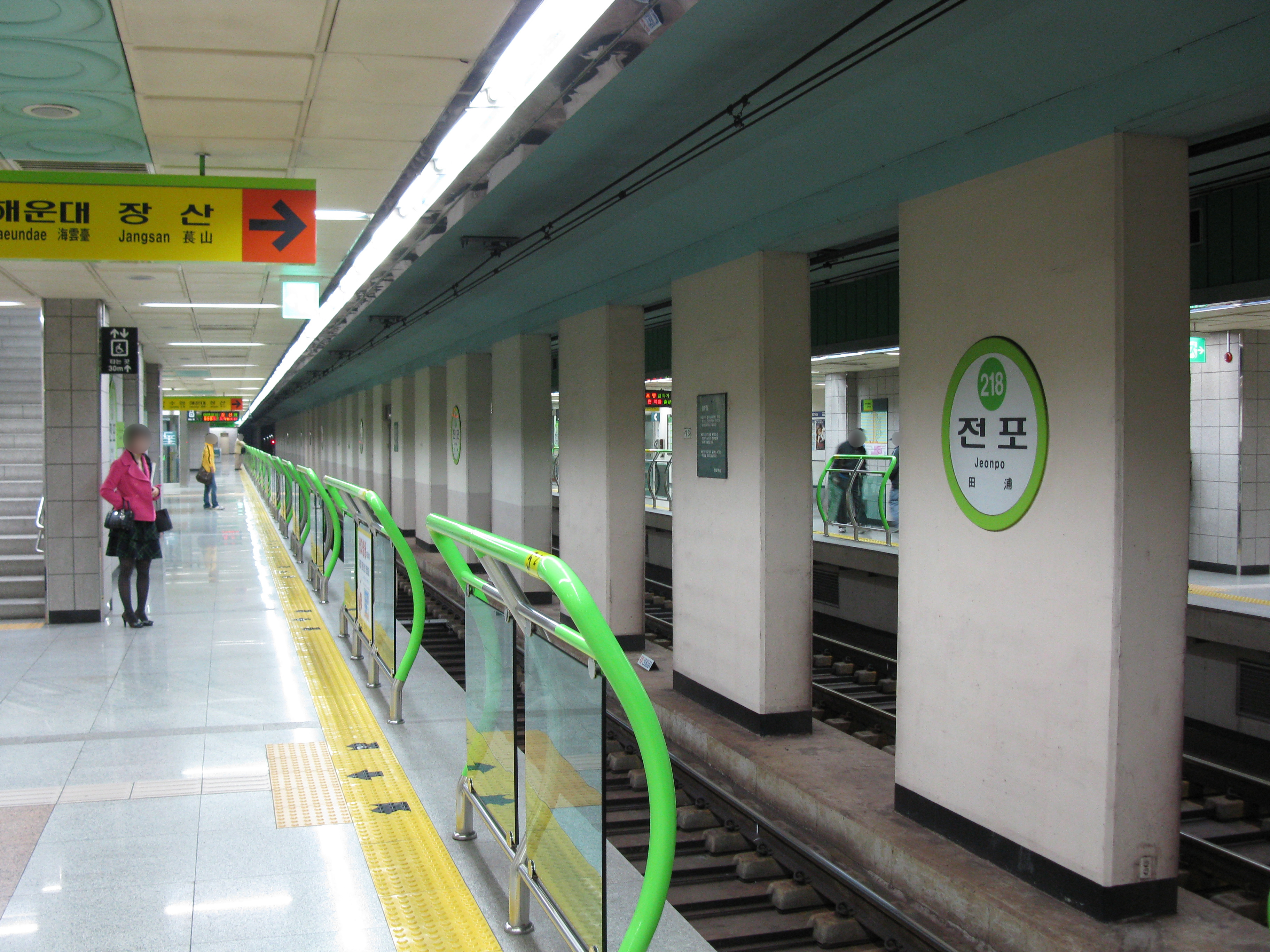
ホームドア設置前（2009年2月）

## 駅周辺
- 田浦洞郵便局
- 釜山鎮警察署田浦派出所
- 韓国電力公社釜山蔚山地域本部
- 城北初等学校
- 東成初等学校
- 釜山中央中学校
- 釜山東中学校
- 釜山鎮女子中学校
- 徳明女子中学校
- 釜山東成高等学校
- 釜山マーケティング高等学校
- 慶南工業高等高等学校
- シコール西面店
- CJ CGV西面店
- 釜山eスポーツスタジアム

## 隣の駅
釜山交通公社
 2号線
国際金融センター・釜山銀行 (217) - 田浦駅 (218) - 西面駅 (219)